# Dieter Lehmann (Politiker)
Dieter (Dietrich) Lehmann (* 27. Oktober 1929) ist ein ehemaliger deutscher 
Parteifunktionär der Blockpartei DDR-CDU. Er war von 1960 bis 1966 Vorsitzender des Bezirksvorstandes Neubrandenburg der CDU der DDR.

## Leben
Lehmann absolvierte zwischen 1945 und 1949 eine Lehre in der Landwirtschaft. 1948 trat er der Christlich-Demokratischen Union Deutschlands (CDU) bei. 1950 legte er die Prüfung zum Saatzuchtassistenten ab. Von 1949 bis 1956 arbeitete Lehmann als Versuchstechniker. 
1956 sowie von 1961 bis 1966 war Lehmann Abgeordneter des Kreistages Herzberg. Von 1956 bis 1959 studierte er Landwirtschaftswissenschaften an der Humboldt-Universität zu Berlin. Sein Studium schloss er als Diplomlandwirt ab. Von 1960 bis 1966 arbeitete er als Direktor der Kreislandwirtschaftsschule in Herzberg und fungierte zugleich als Vorsitzender des Kreisverbandes Herzberg der CDU. Von Oktober 1966 bis Februar 1981 war Lehmann Vorsitzender des Bezirksvorstandes Neubrandenburg der CDU. Von 1968 bis 1982 gehörte er als Mitglied auch dem Hauptvorstand der CDU an. 
Lehmann war zudem Mitglied des Freien Deutschen Gewerkschaftsbundes, der Gesellschaft für Deutsch-Sowjetische Freundschaft, des Kulturbundes und der Urania.

## Auszeichnungen in der DDR
- Vaterländischer Verdienstorden in Bronze
- Verdienstmedaille der DDR